# Trimalaconothrus repetitus
Trimalaconothrus repetitus är en kvalsterart som beskrevs av Subías 2004. Trimalaconothrus repetitus ingår i släktet Trimalaconothrus och familjen Malaconothridae. Inga underarter finns listade i Catalogue of Life.